# Giovanni Battista Martini
Giovanni Battista Martini, conhecido como Padre Martini (Bolonha, 24 de abril de 1706 — Bolonha, 3 de agosto de 1784), foi um musicólogo, professor e compositor da Itália.

## Vida
Seu pai, Antonio Maria Martini, era um violinista, e dele Giovanni aprendeu os elementos da música e do violino. Mais tarde tornou-se aluno do padre Pradieri em canto e cravo, e com Giacomo Antonio Perti e Antonio Riccieri aprendeu contraponto. Tendo recebido a sua educação nos clássicos dos padres do Oratório de São Filipe Néri, depois entrou para o noviciado no convento franciscano de Lago, sendo recebido como frade franciscano em 11 de setembro de 1722.
Em 1725, apesar de ter apenas dezenove anos, foi indicado mestre-de-capela da igreja franciscana em Bolonha, onde atraiu a atenção por suas composições. A convite de amadores e profissionais amigos, abriu uma escola de composição onde foram treinados vários músicos célebres, entre eles André Ernest Modeste Grétry, Josef Mysliveček, Maksym Berezovsky, Stanislao Mattei, Johann Christian Bach, Giovanni Battista Cirri e por um breve período Wolfgang Amadeus Mozart. Sua linha de trabalho se inclinava para as tradições da escola romana de composição. O Padre Martini era um colecionador zeloso de literatura musical, e possuía uma extensa biblioteca musical. Burney a estimou em 17 000 volumes, e após a sua morte uma parte dela passou para a Biblioteca Imperial de Viena. O restante permaneceu em Bolonha, agora pertencendo ao acervo do Museo Internazionale della Musica. Em 1758 foi convidado para lecionar na Accademia Filarmonica di Bologna.
A maioria dos músicos seus contemporâneos falaram de Martini com admiração, e Leopold Mozart chegou a consultá-lo sobre o talento de seu filho Wolfgang. O Abade Vogler, no entanto, condenou seus princípios filosóficos como estando demasiado ligados aos de Johann Joseph Fux. A maioria de suas composições permanece em manuscrito e sua fama deriva de seu papel como professor e teórico. Entre seus escritos se destacam Storia della musica (Bolonha, 1757-1781) e sobretudo o Esemplare di contrappunto (Bolonha, 1774-1775), um valioso tratado didático que contém uma importante coleção de exemplos dos melhores mestres das antigas escolas italiana e espanhola, com excelentes notas explicativas. Ele trata principalmente dos modos do canto gregoriano, e dos contrapontos construídos sobre eles. Ele também compilou um dicionário de termos musicais antigos, e escreveu um outro tratado sobre a teoria dos números aplicada à música.

## Trabalhos

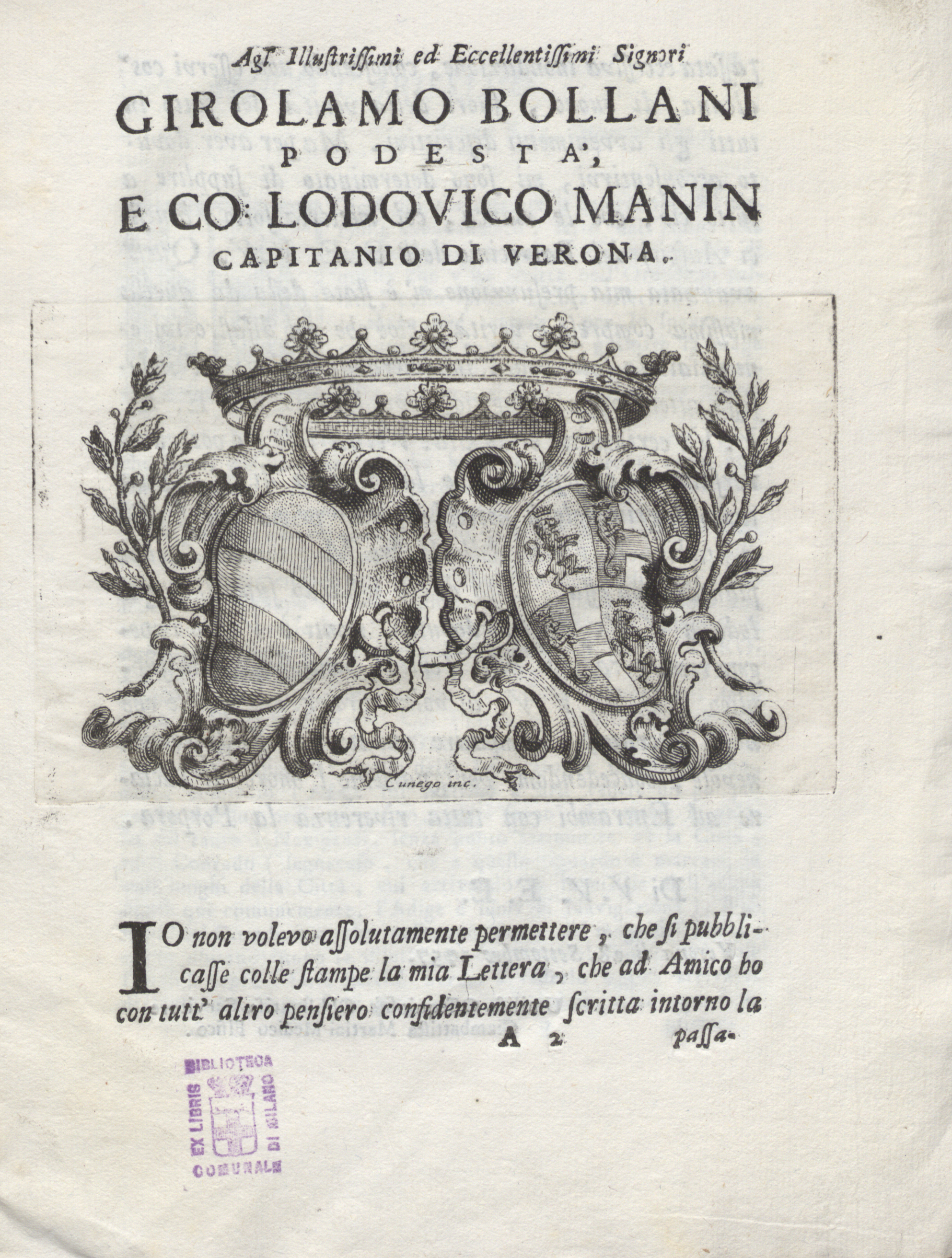
Lettera famigliare intorno l'inondazione di Verona (1757)

Carta de família sobre o dilúvio de Verona (1757)
Pai Martini composto missas e motetes para a igreja não no observada estilo da antiga escola romana, mas no concertato um que estava em uso na época em que viveu. A maior parte dessas composições permaneceram em manuscrito, dentre as obras impressas podemos citar:
- Lithaniae atque antiphonae finales B. Virginis Mariae 4 vocibus cum organ et instrum. ad libitum Bononiae, apud Lelium a Volpe, 1734 in-4 ° op.1;
- Sonatas para tablaturas (12) para órgão e cravo op. 2 em Le Cène, Amsterdam, 1743 in fólio;
- Sonatas (6) para órgão e cravo de Gio. Battista Martini minor conventuale Bologna, para Lelio della Volpe, 1747 op.3;
- Duetos de câmara para diferentes vozes Bologna, para Lelio della Volpe, 1763. GBMartini: duetos de câmara.

Entre as composições manuscritas estão:
- San Pietro, oratório;
- A Assunção de Salomão ao Trono de Israel, oratório;
- La Dirindina, gibão;
- O empresário das Canárias, intervalo;
- Dom Quixote, interlúdio;
- O professor de música, interlúdio.

A edição crítica e a gravação da obra instrumental inédita do Padre Martini estão atualmente em andamento, em grande parte preservada em forma de manuscrito no Museu Internacional e Biblioteca de Música de Bolonha. O projeto é liderado por Federico Ferri e Daniele Proni, respectivamente diretor musical e coordenador artístico do conjunto barroco bolonhês Accademia degli Astrusi.

### A História da Música[1]
Sua obra mais notável é intitulada História da Música (em 4 volumes), na qual mostra sua vasta erudição e muitas leituras. Embora Martini alerte no prefácio que faltam testemunhos e descrições suficientes para a música dos primeiros tempos do mundo, ainda assim ele se compromete a tratá-los, em dez capítulos do primeiro volume de sua história:
1. Da música após a criação de Adão e até o dilúvio;
2. Após o dilúvio até Moisés;
3. Após o nascimento deste legislador dos judeus, até sua morte;
4. Após a morte de Moisés até o reinado de Davi;
5. Após este reinado até o reinado de Salomão;
6. Após a fundação do templo até a sua destruição;
7. Da música dos judeus em banquetes, funerais e vindimas;
8. Da música dos caldeus e de outros povos orientais;
9. Da música dos egípcios.

Três dissertações mais tarde vieram preencher o restante do volume e ocupar nada menos que 360 páginas nas quais Martini examina o que é a música natural para os homens, qual música os antigos usavam e quais eram as músicas e instrumentos que os judeus usavam. têmpora. O segundo e o terceiro volumes são inteiramente preenchidos com pesquisas sobre a música dos gregos ou com elementos que se ligam a ela de forma mais ou menos indireta. No início e no final dos capítulos de cada obra, Martini mandou gravar cânones enigmáticos, inclusive alguns muito difíceis. Cherubini resolveu todos eles, e deles extraiu uma coleção muito curiosa. O quarto volume deveria conter pesquisas sobre música medieval até o século 11. A partir de um fragmento de uma carta a seu pai Sabbatini, datada de 13 de março de 1783, sabe-se que ele se propôs a examinar acima de tudo o mérito histórico da obra de Guido d'Arezzo. Ele fala da necessidade de buscar todos os exemplares que puder obter das obras desse famoso monge, embora, de acordo com o depoimento de Burney, ele já tivesse, em 1771, dez exemplares do Micrologus em sua biblioteca.
Neste volume, a época de Carlos Magno é tratada sem ordem e com lacunas muito importantes, como a notação e os primeiros ensaios de harmonia, embora o autor toque no século XI e inicie o tratamento da doutrina de Guido d 'Arezzo.

### O ensaio básico exemplar ou prático do contraponto
Depois da História da Música, a obra mais notável do Padre Martini é aquela que tem como título: O exemplar ou ensaio prático fundamental do contraponto (Bolonha 1774 - 1775, para Lelio della Volpe, dois volumes em-4°). O primeiro diz respeito ao contraponto sobre o cantus firmus, o segundo ao contraponto fugitivo. Breves elementos de contraponto antecipam, na primeira parte, os exemplos retirados das obras de famosos mestres da antiga escola como Palestrina, Monteverdi, Porta, Morales, Animuccia e outros que, de acordo com o título da obra ( a espécime), fornecem modelos para estudar. Depois de ter explicado a natureza e a constituição de cada uma das tonalidades do cantus planus, o Padre Martini mostra, com passagens retiradas das obras destes mestres, a forma como estas deviam ser tratadas em contraponto e acompanha estes exemplos com notáveis notas para erudição, mas nas quais brilha o mérito de um perfeito conhecimento prático da arte de compor.
As demais produções impressas deste músico são:
- Razões da FGB Martini para a resolução do cânone de Giovanni Animuccia contra a oposição que lhe foi feita pelo Sr. D. Tommaso Redi;
- Certificados em defesa do Sr. D. Jacopo Antonio Arrighi, maestro do coro da catedral de Cremona;
- Julgamento de um novo sistema de solfejo pelo Signor Falvio Chigi, de Siena;
- Julgamento de Apolo contra D. Andrea Menini de Udine que teve a audácia de mexer no famoso adoramus te do famoso Jacopo Perti;
- Carta do padre mestre Gio. Battista Martini ao abade Gio. Battista Passeri de Pesaro.

Em 1757, uma carta sua sobre a enchente de Verona também foi publicada.